# Love and the Woman
Love and the Woman est un film américain réalisé par Tefft Johnson, sorti en 1919.

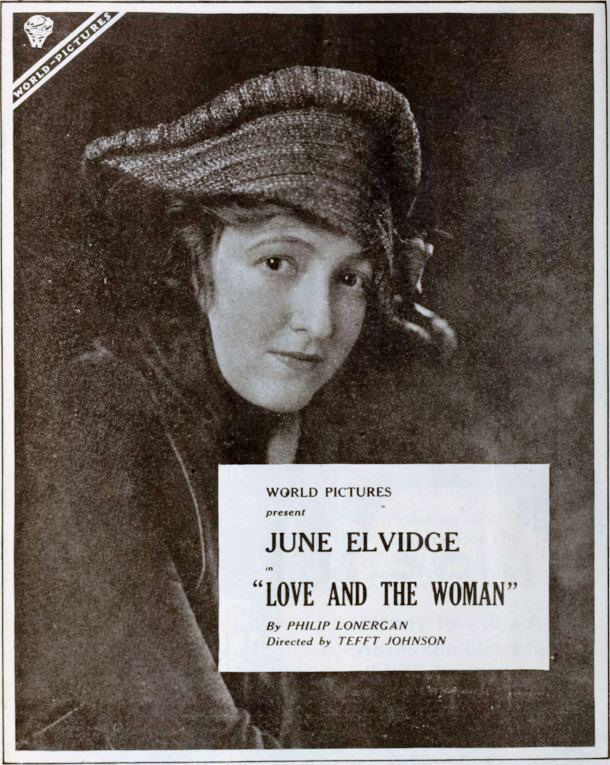
Affiche du film.

C'est un des derniers films produits par World Pictures.

## Synopsis
Espérant améliorer la condition sociale de sa fille Helen, Mary Dorsey, une femme de chambre d'hôtel pauvre qui subvient aux besoins d'un mari alcoolique, remplace sa fille par celle de George Stevens, un voyageur de commerce, dont la femme handicapée et le bébé naissent peu après leur arrivée. Hannah Shay, une autre femme de chambre, surprend Mary  et la fait chanter pour qu'elle se taise jusqu'à sa mort, cinq ans plus tard. Entre-temps, Stevens est recruté par l'entreprise, fait fortune et prend sa retraite pour pouvoir élever Helen avec sa sœur.

## Fiche technique
- Réalisation : Tefft Johnson

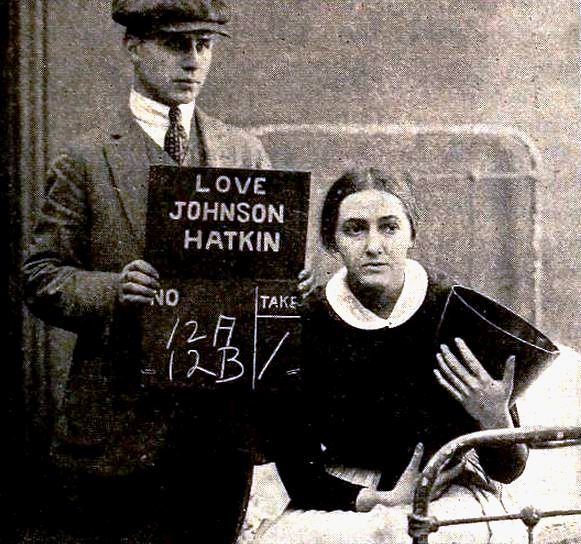
Le réalisateur Tefft Johnson et June Elvidge lors du tournage du film.

- Scénario : Giles Warren d'après une histoire de Philip Lonergan
- Photographie : Philip Hatkin
- Genre : Drame[2]
- Distributeur : World Pictures[3]
- Durée : 5 bobines
- Date de sortie : 1919

## Distribution

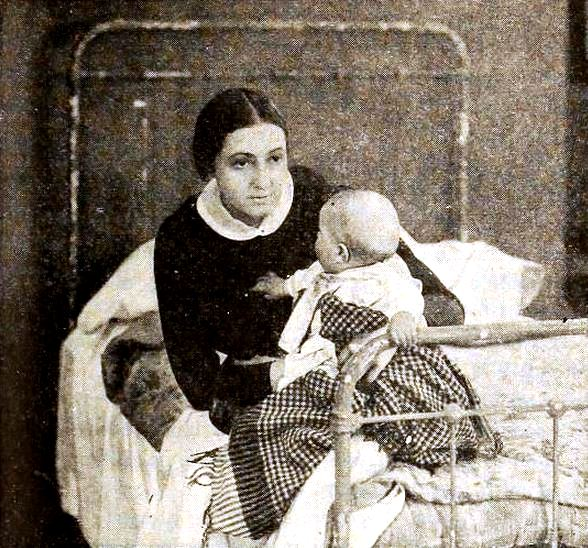
June Elvidge.

- June Elvidge : Helen Stevens/Mary Dorsey
- Donald Hall : George Stevens
- Marion Barney : Hannah Shay
- Edward Roseman : Jim Dorsey
- Lillian Lawrence : Marcia Stevens
- Rod La Rocque : Walter Pemberton
- George MacQuarrie : Grant Murdock
- Laura Burt : Mrs. Quinn